# Клён хвостатый
Клён хвостатый (лат. Acer caudatum)— азиатский вид клёна. Встречается в Гималаях (Тибет, Непал, северная и северо-восточная Индия, Мьянма), горах юго-западного Китая (Ганьсу, Хэнань, Хубэй, Нинся, Шэньси, Сычуань, Юньнань),  а также в Японии, Корее и на Дальнем Востоке России.
Листопадное дерево до 10 метров высотой. Листья до 12 см в поперечнике, тонкие и похожие на бумагу, тёмно-зелёные сверху, светло-зеленые снизу, обычно с 5 лопастями, но иногда с 7.  

## Подвиды
Согласно данным GBIF на март 2024 года вид имеет два подвида:
- Acer caudatum subsp. caudatum
- Acer caudatum subsp. ukurundense (Trautv. & C.A.Mey.) E.Murray

Подвид Acer caudatum subsp. multiserratum (Maxim.) A.E.Murray— клён хвостатый сильнорассеченый, признан синонимом вида.

## Синонимы
Согласно данным POWO на март 2024 года в синонимику таксона входят следующие названия:

### Гомотипные синонимы
- Acer caudatum var. ukurunduense (Trautv. & C.A.Mey.) Rehder in C.S.Sargent, Trees & Shrubs 1: 154 (1905)
- Acer caudatum subsp. ukurunduense (Trautv. & C.A.Mey.) E.Murray in Arbor. Bull., Washington 17: 51 (1966)
- Acer spicatum f. ukurunduense (Trautv. & C.A.Mey.) Schwer. in Gartenflora 42: 268 (1893)
- Acer spicatum var. ukurunduense (Trautv. & C.A.Mey.) Maxim. in Mém. Acad. Imp. Sci. St.-Pétersbourg Divers Savans 9: 65 (1859)
- Acer spicatum subsp. ukurunduense (Trautv. & C.A.Mey.) Pax in Bot. Jahrb. Syst. 7: 189 (1885)

### Гетеротипные синонимы
- Acer dedyle  Maxim. in Bull. Cl. Phys.-Math. Acad. Imp. Sci. Saint-Pétersbourg 15: 125 (1856)
- Acer lasiocarpum H.Lév. & Vaniot in Bull. Soc. Bot. France 53: 591 (1906)
- Acer ukurunduense var. changbaishanense W.Cao in Bull. Bot. Res., Harbin 16: 426 (1996)
- Acer ukurunduense f. pilosum (Nakai) H.Hara in Enum. Spermatophytarum Japon. 3: 117 (1954)
- Acer ukurunduense var. pilosum Nakai in Bot. Mag. (Tokyo) 28: 308 (1914)
- Acer ukurunduense var. sachalinense Nakai in Fl. Sylv. Kor. 1: 7 (1915)